# Ольтос

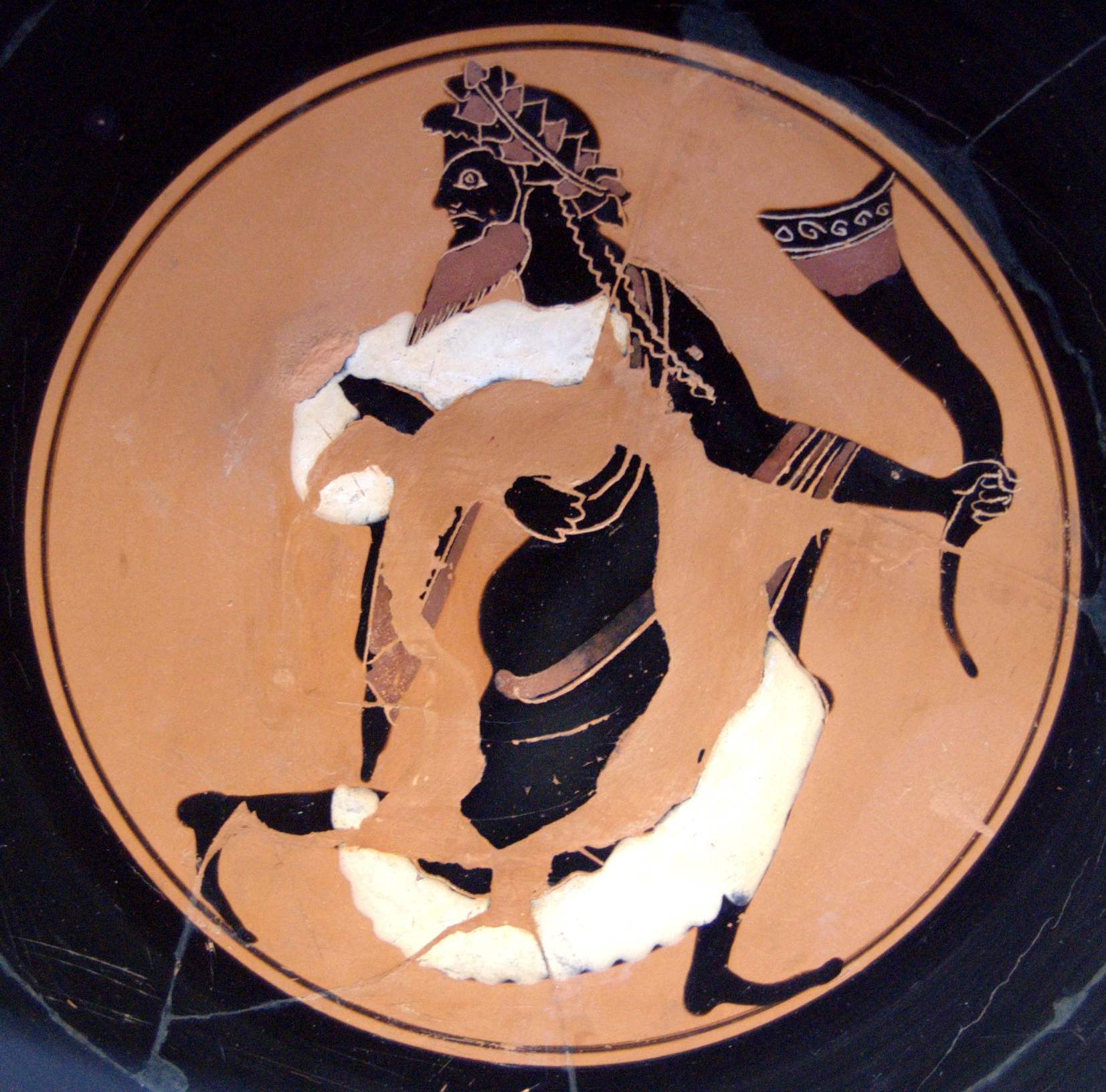
Дионис: тондо киликса — билингвы, Государственное античное собрание

Ольтос — древнегреческий вазописец эпохи поздней архаики, работал в Афинах в период между 525 и 500 годами до н. э. Авторству Ольтоса сейчас приписывается около 150 работ. Две вазы «чаша F 2264» в Берлинском античном собрании и «чаша RC 6848» в археологическом музее города Тарквиния имеют подпись мастера.
Ольтос начал работать в мастерской гончара Никосфена. Сначала он, главным образом, выполнял роспись ваз-билингв. Его стиль чернофигурной вазописи оказал влияние на вазописцев Псиакса и вазописца Антимена.
Одно из особенностей техники Ольтоса заключается в том, что тондо его чаш всегда изображает только одну человеческую фигуру. На более позднем этапе художник сосредоточился на изображении мифологических сцен. С течением времени он работал с несколькими гончарами. Точно известны по крайней мере шесть из них: Гисхил, Памфей, Тлесон, Хелис и, наконец, Кахрилион — их вазы Ольтос расписывал, вероятно, совместно с Ефронием и Евтихием. В поздний период творчества Ольтос создавал исключительно краснофигурные вазы под влиянием вазописца Андокида и нескольких вазописцев-пионеров, особенно их раннего представителя Евфрония.